# Адипоцит

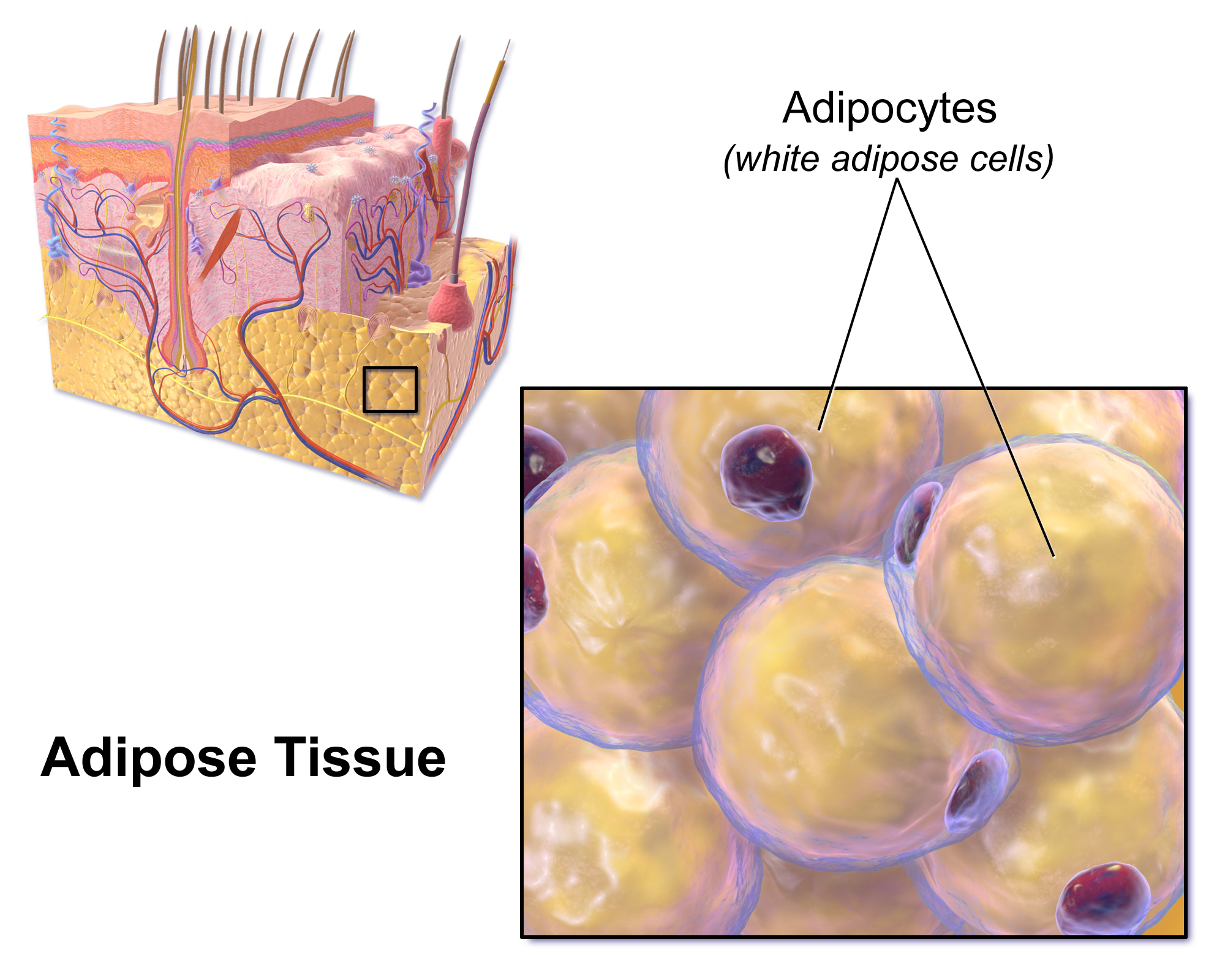
Адипоцит

Адипоци́т — жирова клітина, здатна накопичувати жир. Завдяки значному скупченню адипоцитів пухка сполучна тканина може перетворюватися на жирову. Адипоцити є похідними мезенхімальних стовбурових клітин.

## Класифікація
Є два різновиди цих клітин: білі жирові клітини й бурі жирові клітини. Відповідно білі й бурі адипоцити утворюють білу і буру жирову тканину.